# Ephies apicalis
Ephies apicalis är en skalbaggsart som beskrevs av Tadao Kano 1933. Ephies apicalis ingår i släktet Ephies och familjen långhorningar.
Artens utbredningsområde är Taiwan. Inga underarter finns listade i Catalogue of Life.